# Janus Gruterus
Jan Gruter (Johannes Gruterus, Jan van Gruytere, Ranutius Gherus) (* Antuérpia, 3 de Dezembro de 1560 - Bierhelderhof, perto de Heidelberg, 20 de Setembro de 1627), foi humanista, historiador, professor de história da Universidade de Wittenberg (1586), bibliotecário da Universidade de Heidelberg (1602), antiquariano, antologista, erudito e epigrafista flamengo.

## Biografia
Janus Gruterus era flamengo por parte de pai (Wouter Gruterus) e inglês por parte de mãe (Catharina Tishem). Para evitar as perseguições religiosas, seus pais foram para a Inglaterra quando ele ainda era criança, e durante algum tempo estudou no Colégio Caius, em Cambridge, onde estudou latim e grego, depois ele foi para Leiden, onde ele conseguiu o seu grau de mestrado e teve Hugo Donellus como seu professor.  Em Leiden ele fez amizades com Justus Lipsius e Janus Dousa (1545-1604), dentre outros.
Em 1586, foi nomeado por Cristiano I da Saxônia, professor de história da Universidade de Wittenberg. Durante algum tempo, viajou pela Alemanha, França e Itália e de 1589 a 1592, deu aulas de história na Universidade de Rostock, onde o eleitor palatino Frederico IV o nomeia professor da Universidade de Heidelberg, sendo, em 1602, nomeado bibliotecário da universidade, indicado por seu amigo Joseph Justus Scaliger. Foi quando publicou a obra "Inscriptiones antiquæ totius orbis ai", em dois volumes.  Essa obra seria publicada com melhoras postumamente em 1707, por Johannes Georgius Graevius, cujo padrão foi mantido até o aparecimento do Corpus Inscriptionum Graecarum(1825) de August Boeckh e do Corpus Inscriptionum Latinarum (1853) de Theodor Mommsen.

## Obras
- Comentário sobre o historiador Tácito: Varii discursus, sive prolixiores Commentarii ad aliquot infigniora loca Taciti atque Onofandri.
- Inscriptiones antiquae totius orbis Romani, auspiciis Jos. Scaligeri ac M. Velseri, accedunt XXIV Scaligeri Índices, 2 vol., Heidelberg, 1601-1603
- Florilegium Magnum ethico-politicum (1610) - coletânea de provérbios e máximas em diferentes idiomas.
- Lampas, sive fax artium liberalium (7 vols., Frankfurt, 1602–1634).
- Escreveu sobre inúmeros clássicos latinos tais como: Lucius Annaeus Florus (1597), Tácito (1607), e Veleius Paterculus (1607), Tito Lívio (1608).

Sob o pseudônimo anagramático de Ranutius Gherus Gruterus publicou uma série de antologias com poesias neo-latinas, onde incluiu inúmeros poetas italianos:
- Delitiae CC Italorum poetarum huius superiorisque aevi illustrium (incluindo 200 poetas italianos famosos em sua época, Frankfurt 1608). Publicada em francês, alemão, holandês e latim.
- Delitiae C poetarum Gallorum huius superiorisque aevi illustrium, Frankfurt 1609
- Delitiae poetarum Germanorum huius superiorisque aevi illustrium, Frankfurt 1612
- Delitiae C poetarum Belgicorum, huius superiorisque aevi illustrium, Frankfurt 1614
- Polyanthea vel Thesaurus criticus in quo infinitis locis Theologorum, Juresconsultorum, Medicorum, Philosophorum, Oratorum, Historicorum, Poetarum, Grammaticorum etc. scripta supplentur, corriguntur, illustrantur, et notantur, in 4 vols.;
- Bibliotheca exulum seu Enchiridion Divinae humanaeque prudentiae; Lampas sive fax artium, hoc est thesaurus criticus, quem ex otiosa bibliothecarum custodia eruit, Frankfurt 1602-34 em 7 vols., Florença 1737-39 em 2 vols., 3. vols. Lucca 1747, 4. vols. Nápolis, 1751;
- Florilegium Magnum seu Polyanthea, Argentorati 1624.
- Corpus inscriptionum, Heidelberg 1603;

## Saiba mais
- Johann Tserclaes Tilly, na Guerra dos Trinta Anos, invadiu Heidelberg, em 1622, destruindo a biblioteca da universidade e obrigando Janus Gruterus a fugir da cidade.  Parte do acervo foi apreendido e levado para Roma pelo legado papal.
- Gruterus foi casado quatro vezes: a primeira em 12 de Julho de 1592 com Johanna De Smet, filha do humanista Henricus Smetius, a qual, no entanto, cometeu suicídio em 1594, pulando do telhado. Com ela, ele teve uma filha chamada Johanna Katharina. Em 1595, casou em segundas núpcias com Anna Kimedoncius, filha de Jacob Kimedoncius, a qual morreu em 1599. Com ela, ele teve uma filha chamada Agnes Sibylla. Em 10 de Maio de 1601, casou em terceiras núpcias com Katharina Stöckle, que morreu em 1607; e, em 1612, casou com uma mulher da família Van den Corput[5].